# 西點 (伊利諾伊州)
西點（英語：West Point）是位於美國伊利諾伊州漢考克縣的一個村落。

## 地理
西點的座標為40°15′20″N 91°11′00″W / 40.25556°N 91.18333°W，而該地最高點為海拔高度204米（即669英尺）。

## 人口
根據2010年美國人口普查的數據，西點的面積為0.43平方千米，當中陸地面積為0.43平方千米，而水域面積為0.00平方千米。當地共有人口178人，而人口密度為每平方千米413人。